# سمنان (إيران)
سمنان مدينة في محافظة سمنان، شمال إيران وقدرت نفوسها ب 119,778 نسمة (2005) هي العاصمة الإقليميةُ مِنْ محافظة سمنان. سمنان واقعُ في 1,138 مترِ فوق مستوى البحرِ عند القدم الجنوبي من سلسلة جبال ألبورز. هي السوقُ الإقليميةُ للحبوبِ والقطنِ المحليِّ. الناس في سمنان هم من العرق الآري ولغتُهم سمناني ولكن تستخدم اللغة الفارسية في الوقت الحاضر أكثرَ مِن قِبل الناسِ (الشباب خصوصاً). سمناني لغةُ إيرانيةُ شمالية غربيةُ.
إنتاج المنسوجات والسجاد وأهم الصناعات في تاريخ المدينة. ولكن في الوقت الحاضر مقارنة مع عدد سكانها سمنان صناعية قوية للغاية خاصة في مجال السيارات (سيارات ودراجات). سمنان تقليدياً بتوقف هام على طرق التجارة بين طهران (على بعد 220 كم (136 ميلاً]) ومشهد (685 كلم [426 ميلاً])، واليوم هو مرتبط مع المدينتين عن طريق البر والسكك الحديدية.
الى الغرب من المدينة «المالح» التي تستخدم ليتم التوصل إلى تسوية منفصلة ولكنها لم تكن جزءا من سمنان. في اللغة المحلية للسكان هي المعروفة باسم Malezh. «المالح» وهي تتألف من ثلاثة أجزاء (کدیور، کوشمغان، زاوقان). في الوقت الحاضر «المالح» هو جزء من سمنان.

## المناخ
يظهر الجدول التالي التغييرات المناخية على مدار السنة لسمنان:
| البيانات المناخية لـسمنان         | البيانات المناخية لـسمنان | البيانات المناخية لـسمنان | البيانات المناخية لـسمنان | البيانات المناخية لـسمنان | البيانات المناخية لـسمنان | البيانات المناخية لـسمنان | البيانات المناخية لـسمنان | البيانات المناخية لـسمنان | البيانات المناخية لـسمنان | البيانات المناخية لـسمنان | البيانات المناخية لـسمنان | البيانات المناخية لـسمنان | البيانات المناخية لـسمنان |
| الشهر                             | يناير                     | فبراير                    | مارس                      | أبريل                     | مايو                      | يونيو                     | يوليو                     | أغسطس                     | سبتمبر                    | أكتوبر                    | نوفمبر                    | ديسمبر                    | المعدل السنوي             |
| --------------------------------- | ------------------------- | ------------------------- | ------------------------- | ------------------------- | ------------------------- | ------------------------- | ------------------------- | ------------------------- | ------------------------- | ------------------------- | ------------------------- | ------------------------- | ------------------------- |
| الدرجة القصوى °م (°ف)             | 20.0 (68.0)               | 22.0 (71.6)               | 29.0 (84.2)               | 33.0 (91.4)               | 38.0 (100.4)              | 43.0 (109.4)              | 44.0 (111.2)              | 42.4 (108.3)              | 40.0 (104.0)              | 34.0 (93.2)               | 27.0 (80.6)               | 20.2 (68.4)               | 44.0 (111.2)              |
| متوسط درجة الحرارة الكبرى °م (°ف) | 8.4 (47.1)                | 10.9 (51.6)               | 16.8 (62.2)               | 23.9 (75.0)               | 29.6 (85.3)               | 35.4 (95.7)               | 37.8 (100.0)              | 36.7 (98.1)               | 32.7 (90.9)               | 25.2 (77.4)               | 17.7 (63.9)               | 10.8 (51.4)               | 23.8 (74.9)               |
| المتوسط اليومي °م (°ف)            | 3.6 (38.5)                | 5.9 (42.6)                | 11.5 (52.7)               | 18.4 (65.1)               | 24.0 (75.2)               | 29.8 (85.6)               | 32.2 (90.0)               | 30.9 (87.6)               | 26.8 (80.2)               | 19.5 (67.1)               | 12.3 (54.1)               | 5.9 (42.6)                | 18.4 (65.1)               |
| متوسط درجة الحرارة الصغرى °م (°ف) | −1.0 (30.2)               | 0.7 (33.3)                | 5.5 (41.9)                | 11.5 (52.7)               | 16.8 (62.2)               | 22.3 (72.1)               | 24.9 (76.8)               | 23.5 (74.3)               | 19.4 (66.9)               | 13.0 (55.4)               | 6.5 (43.7)                | 1.2 (34.2)                | 12.0 (53.6)               |
| أدنى درجة حرارة °م (°ف)           | −11 (12)                  | −9.0 (15.8)               | −7 (19)                   | −2.0 (28.4)               | 5.0 (41.0)                | 10.0 (50.0)               | 17.0 (62.6)               | 15.0 (59.0)               | 7.0 (44.6)                | 2.0 (35.6)                | −3 (27)                   | −8 (18)                   | −11 (12)                  |
| الهطول مم (إنش)                   | 22.1 (0.87)               | 20.7 (0.81)               | 22.7 (0.89)               | 13.7 (0.54)               | 14.6 (0.57)               | 3.1 (0.12)                | 1.9 (0.07)                | 3.1 (0.12)                | 1.4 (0.06)                | 7.6 (0.30)                | 9.1 (0.36)                | 19.5 (0.77)               | 139.5 (5.48)              |
| متوسط الأيام الممطرة              | 6.5                       | 5.2                       | 7.2                       | 6.0                       | 6.2                       | 2.4                       | 1.4                       | 1.3                       | 0.8                       | 3.3                       | 3.3                       | 5.1                       | 48.7                      |
| متوسط الأيام المثلجة              | 3.3                       | 1.7                       | 0.7                       | 0                         | 0                         | 0                         | 0                         | 0                         | 0                         | 0                         | 0                         | 1.1                       | 6.8                       |
| متوسط الرطوبة النسبية (%)         | 63                        | 56                        | 48                        | 38                        | 35                        | 28                        | 28                        | 29                        | 30                        | 39                        | 48                        | 60                        | 42                        |
| ساعات سطوع الشمس الشهرية          | 170.1                     | 175.7                     | 203.0                     | 218.9                     | 279.1                     | 337.9                     | 338.7                     | 334.0                     | 302.9                     | 257.7                     | 206.9                     | 177.4                     | 3٬002٫3                   |
| المصدر: NOAA (1965-1990)          |                           |                           |                           |                           |                           |                           |                           |                           |                           |                           |                           |                           |                           |

## معرض صور

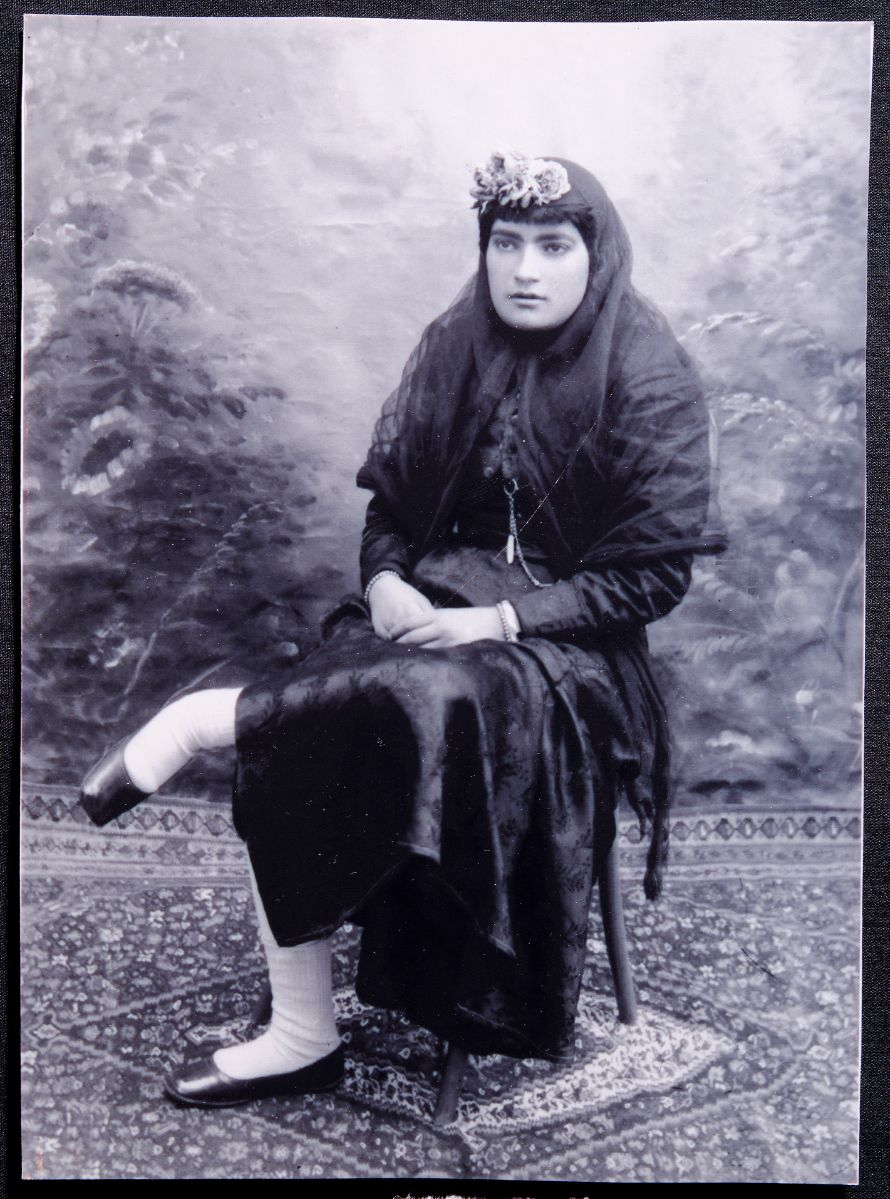
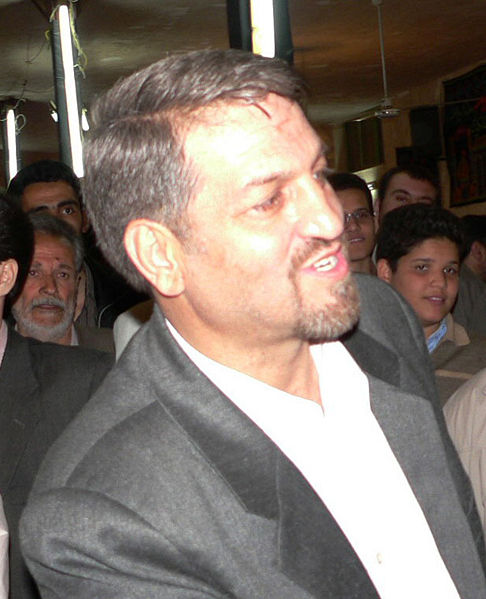
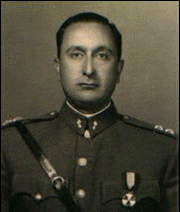
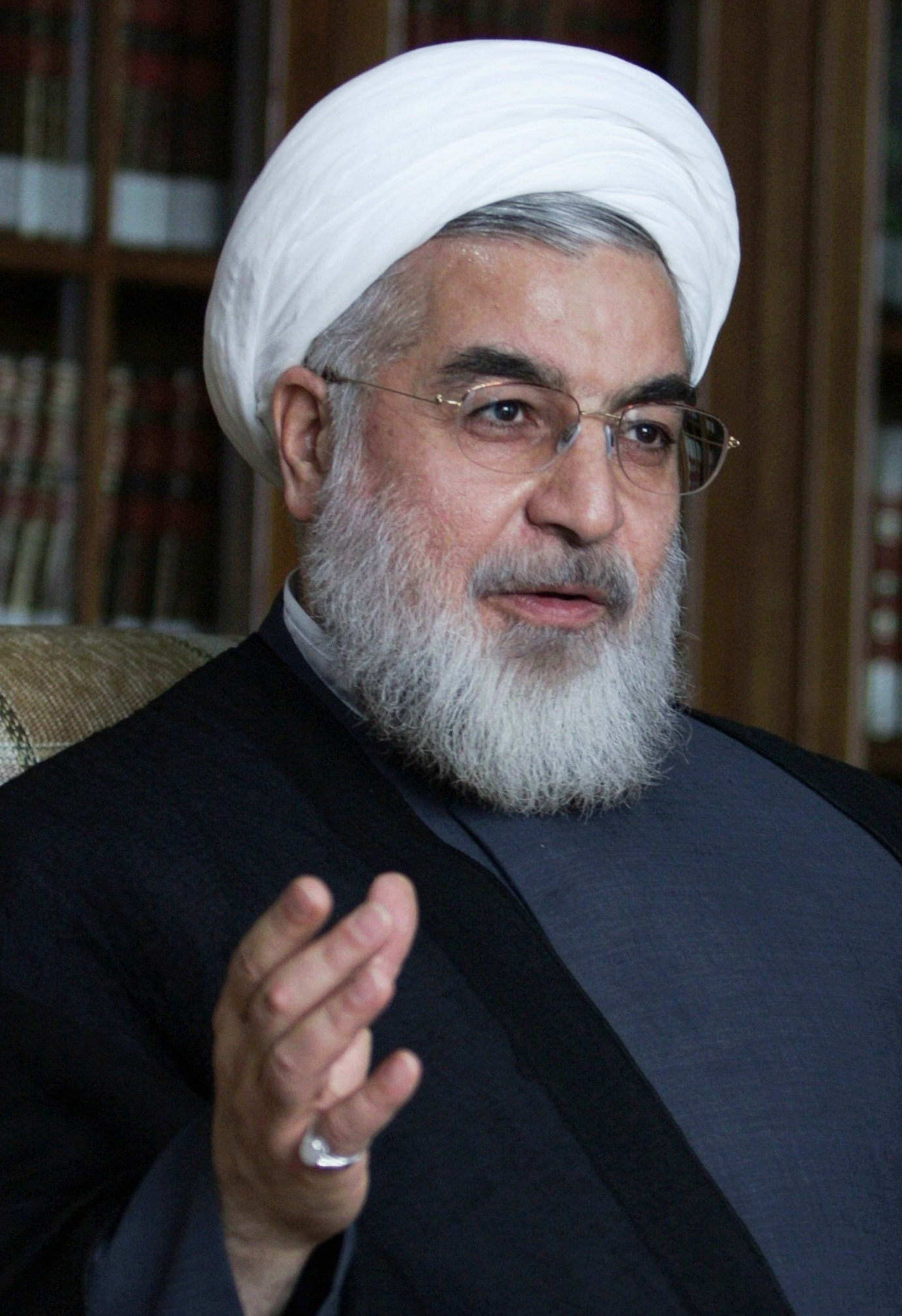

## أعلام
- حسن شاطري
- قطري بن الفجاءة
- نعمت الله نصيري
- محمد صالح الحائري المازندراني